# ورزشگاه ۴ سپتامبر سیواس
ورزشگاه ۴ سپتامبر سیواس (به ترکی استانبولی: Sivas 4 Eylül Stadyumu) یک ورزشگاه چندمنظوره که غالباً برای مسابقات فوتبال مورد استفاده قرار می‌گیرد. در شهر آنکارا به سال ۱۹۸۵ با گنجایش استاندارد ۱۴٬۹۹۸ بنا شده‌است. این ورزشگاه در سال ۲۰۰۶ مورد مرمت و بازسازی قرار گرفت و در حال حاضر بازی‌های خانگی باشگاه فوتبال سیواس‌اسپور در این ورزشگاه برگزار می‌شود.